# Сидоров Ілля Костянтинович
Ілля́ Костянти́нович Си́доров (* 1996) — український баскетболіст, розігруючий захисник. Виступає за Збірна України з баскетболу, та Прометей.

## З життєпису
Починав кар'єру «Хімік»-ОПЗ"- дубль Южне (2012—2013), «Хімік»-ОПЗ" Южне в сезоні 2014—2015 провів 11 на позиції форвард в середньому за гру (0.9очків, 1.2підбирання, 1.4передані), завоював перші золоті медалі Чемпіонату України в складі.
Сезону-2015/2016,виступав на позиції захисника провів 41 гру в яких відмітився (4.7очками, 1.8 підбирання, 2.7 передач) вибору золоті медалі і стає володарем Кубка України сезону-2015/2016.
Сезон 2016—2017 стає не таким вдалим золоті медалі не вдалось виборити, у важкій боротьбі з «Будівельник» в сезоні провів 38 ігор в яких набрав (6.1 очок, 1.7 підберань,1.7 передач) став назаміним лідером команди.
Сезон 2017—2018 «Хімік» провалив медалі чемпіонату, розіграли між собою «Дніпро» та Черкаські Мавпи пропустивши в перед «Хімік» займає незвичне 3 місце, але гра Сидорова на високому рівні, провів 33 ігри в яких(7.3 очків,2.3 підберання,2.8передач), в кубку в фіналі програли «Дніпро» з рахунком 71:78.
Сезон 2018—2019 був останнім в майці «Хімік», в якому він провів 35 ігор (10.7 очок,2.1 підберань,3.6 передач), в остання Ілля бере золоті медалі з «Хімік».
Сезон 2019—2020 Ілля почав у «Прометей», це був перший сезон в Українська баскетбольна суперліга, він виявився вдалим. Взявши бронзові медалі чемпіонату, в яких провів 23 матчі в яких показав хорошу статистику (6.0 очків, 1.6 підберань, 1.9 передач)
Сезон 2020—2021 став чемпіоном України в складі «Прометей», провівши 50 ігор в яких (9.8 очок,2.4 підберань, 3.5 передач)
Сезон 2021—2022 в якому провів 23 матчі набрав (9.7 очок, 2.3 підберань, 3.7передач), але сезон був не дограний, через російське вторгнення. Прїхав в  Чехія в команду «Йндржихув-Градец»
Сезон 2022—2023 «Прометей» грає в Латвійсько-естонській лізі, в якій перемагає і стає основним гравцем команди.

## Збірна України
Збірна України з баскетболу виступав в юнацьких командах:
- U-16(2012), (Чемпiонат Європи 2012 U-16, 8 iгор, середня результативнiсть — 3.1 очка, 1.9 пiдбирань, 1.0 результативных передач).

- U-18(2013) (Чемпiонат Європи 2013 U-18, 9 iгор, середня результативнiсть — 10.1 очка, 2.9 пiдбирань, 1.4 результативных передач, 1.0 перехоплень).

- U-20(2015) (Чемпiонат Європи 2015 U-20, 9 iгор, середня результативнiсть — (6.9 очка, 2.1 пiдбирань, 3.3 результативных передач).

Студентської збірної України брав участь в Баскетбол на Літній універсіаді 2019, провів 6 iгор, середня результативнiсть — 6.3 очка, 1.8 пiдбирань, 2.3 результативних передач. Здобули історичну срібну медаль. Головний тренер Степановський Віталій Васильович.
В 2022 отримав виклик в збірну України. Брав участь в Євробаскеті 2022, де в 1/8-фіналу програли збірні збірній Польщі 94-86. Набираючи 6,0 очка та 0,3 підбирання за 10,2 хвилини в середньому за матч.
2023 отримав виклик для відбору на Чемпіонат світу 2019. Провівши 11 матчі, набираючи 8.4 очка та 1,4 підбирання і 2.6 перехвати.

## Досягнення

### Україна
- Чемпіон України (4): 2015, 2016, 2019, 2021.

- Срібний призер (1): 2017.

- Бронзовий призер  (2): 2018,2020.

- Володар Суперкубка України (1): 2021.

- Володар Кубка України(1): 2016.

### Міжнародні
- Чемпіон Латвійсько-естонської баскетбольної ліги(1): 2023.

## Статистика за матч
| Суперліга України         |                   |    |      |     |     |
| 2014–2015                 | Хімік             | 10 | 1.0  | 1.2 | 1.4 |
| 2015–2016                 | Хімік             | 32 | 4.7  | 1.8 | 2.8 |
| 2016–2017                 | Хімік             | 28 | 6.6  | 2.0 | 1.8 |
| 2017–2018                 | Хімік             | 24 | 6.5  | 2.2 | 3.0 |
| 2018–2019                 | Хімік             | 25 | 10.6 | 2.3 | 3.7 |
| 2019–2020                 | Прометей          | 23 | 6.0  | 1.6 | 1.9 |
| 2020–2021                 | Прометей          | 40 | 8.7  | 2.3 | 3.2 |
| 2021–2022                 | Прометей          | 23 | 9.7  | 2.3 | 3.7 |
| Перша ліга Чехії          |                   |    |      |     |     |
| 2021-2022                 | Йиндржихув-Градец | 5  | 14.8 | 2.6 | 3.6 |
| Латвійсько-Естонська ліга |                   |    |      |     |     |
| 2022-2023                 | Прометей          | 19 | 10.0 | 2.4 | 4.2 |